# Eptatretus strickrotti
Eptatretus strickrotti är en ryggsträngsdjursart som beskrevs av Møller och Jones 2007. Eptatretus strickrotti ingår i släktet Eptatretus och familjen pirålar. IUCN kategoriserar arten globalt som livskraftig. Inga underarter finns listade i Catalogue of Life.